# Friedel Szeimies
Friedel Szeimies (* 4. August 1950) ist ein ehemaliger deutscher Fußballspieler.

## Karriere
Szeimies spielte mit Rot-Weiß Oberhausen in der Bundesliga. In der Saison 1971/72 gab er am 27. Spieltag gegen Borussia Dortmund sein Debüt. Er wurde von Trainer Günter Brocker in der 42. Spielminute bei der 1:2-Niederlage für Hermann-Josef Wilbertz eingewechselt. In der Folgesaison spielte er vier weitere Male. Das Team von RWO wurde Letzter und stieg in die Zweitklassigkeit ab. Später spielte er noch für den FC 08 Villingen.